# Fantasea
Fantasea – pierwszy mixtape amerykańskiej raperki Azealii Banks, wydany w lipcu 2012 z możliwością darmowego pobrania z Internetu.
Pierwsze informacje na temat wydawnictwa Banks umieściła w serwisie społecznościowym Twitter w maju 2012. Początkowo miało się ono nazywać Fantastic, ale jeszcze pod koniec maja artystka zmieniła tytuł na Fantasea. Okładkę albumu Banks zaprezentowała w serwisie Instagram w lipcu, a następnie oznajmiła, że mixtape będzie zawierać 18 utworów, w tym 3 remiksy. Na Twitterze poinformowała fanów, że jest to album, który powstał "przypadkowo" i że jest to pewnego rodzaju eksperyment, stworzony wraz z bliskimi przyjaciółmi.
Mixtape doczekał się wielu pochwał od krytyków muzycznych.

## Lista utworów
1. "Out of Space" – 2:34
2. "Neptune" (feat. Shystie) – 3:57
3. "Atlantis" – 2:29
4. "Fantasea" – 4:29
5. "Fuck Up the Fun" – 2:25
6. "Ima Read" – 1:02
7. "Fierce" – 3:14
8. "Chips" – 3:48
9. "Nathan" (feat. Styles P) – 3:24
10. "L8R" – 2:42
11. "Jumanji" – 2:55
12. "Aquababe" – 3:45
13. "Runnin'" – 3:30
14. "Us" – 2:46
15. "Paradiso" – 0:49
16. "Luxury" – 2:45
17. "Azealia (Skit)" – 1:03
18. "Esta Noche" – 3:14
19. "Salute" – 1:27

### Reedycja
1. "Out of Space" – 2:34
2. "Neptune" (feat. Shystie) – 3:57
3. "Atlantis" – 2:29
4. "Fantasea" – 4:29
5. "Fuck Up the Fun" – 2:25
6. "Ima Read" – 1:02
7. "Fierce" – 3:14
8. "Chips" – 3:48
9. "Nathan" (feat. Styles P) – 3:24
10. "L8R" – 2:42
11. "Jumanji" – 2:55
12. "Aquababe" – 3:45
13. "Runnin'" – 3:30
14. "Us" – 2:46
15. "Paradiso" – 0:49
16. "Luxury" – 2:45
17. "Azealia (Skit)" – 1:03
18. "No Problems" – 4:14